# 狭叶瓶尔小草
狭叶瓶尔小草(学名:Ophioglossum thermale)是一种陆生小型植物，为中国国家三级保护植物，属于蕨类植物。

## 特征
其植株高约20-70厘米，根壮茎细短，直立，有一簇细长且不分枝的肉质根，向四面横走如匍匐茎，在先端发生新的植物。叶为单生或2-3片同从根部生出。总叶柄长5-6厘米，叶柄纤细为绿色，下部埋于土中，呈灰白色。营养叶为单叶，每梗一片，无叶柄，叶长2-3厘米，宽5-10毫米，倒披针形或长圆倒披针形，向基部处为狭楔形，全缘，先端微尖或稍钝，是淡绿色，具有并不明显的网状脉，但在阳光下可见。孢子叶自营养叶的基部生出，其叶柄长5-7厘米，高出营养叶；孢子囊穗长2-3厘米，狭线形，由15-28对孢子囊组成。孢子为灰白色，较为平滑。

可作为药用，主要用于治疗无名肿痛

## 分布
生存温度偏低，湿度较大，耐瘠薄。产于中国东北、河北省、陕西省、四川省、云南省、江西省(主要为庐山)以及江苏省。其生长在山地的草坡上或温泉附近。另外在俄罗斯的堪察加半岛、朝鲜半岛和日本均有分布。